# Pengjiang

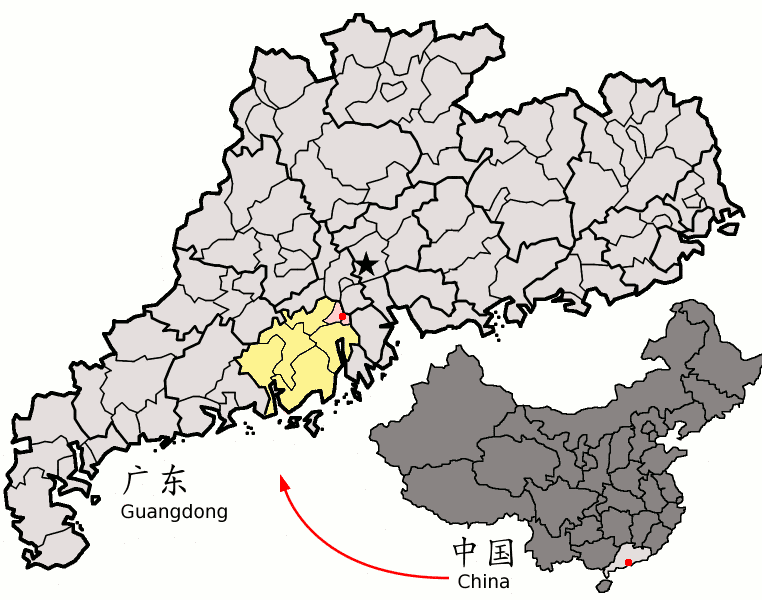
Lage von Pengjiang und Jianghai (pink) in Jiangmen (gelb) in der chinesischen Provinz Guangdong

Der Stadtbezirk Pengjiang (chinesisch 蓬江区, Pinyin Péngjiāng Qū) ist ein Stadtbezirk der bezirksfreien Stadt Jiangmen in der südchinesischen Provinz Guangdong. Er hat eine Fläche von 320,5 km² und zählt 853.007 Einwohner (Stand: Zensus 2020).